# Girmont
Girmont korábbi község Franciaországban, Vosges megyében. Lakosainak száma 1000 fő (2018. január 1.). Girmont Pallegney, Thaon-les-Vosges, Vaxoncourt, Bayecourt, Chavelot, Dignonville, Dogneville és Domèvre-sur-Durbion községekkel határos.
2016. január 1-jéna a korábbi Thaon-les-Vosges és Oncourt korábbi községgel egyesült és az így létrejött (azonos nevű) Thaon-les-Vosges új község része lett.

## Népesség
A település népességének változása:
| Lakosok száma | 637  | 642  | 791  | 901  | 1032 | 948  | 993  | 988  | 1013 | 1000 |
|               | 1962 | 1968 | 1975 | 1982 | 1990 | 2008 | 2013 | 2015 | 2017 | 2018 |